# Evelyn Einstein
Evelyn Einstein (28 de marzo de 1941 - 13 de abril de 2011) fue la hija adoptiva de Hans Albert Einstein, hijo de Albert Einstein. Se graduó de la Universidad de California, Berkeley con una maestría en Literatura y tuvo varios trabajos en su vida, incluyendo oficial de control de animales, desprogramadora de sectas y oficial de policía de la reserva en Berkeley, California.

## Biografía
Einstein nació en Chicago. Al poco de nacer fue adoptada por Hans Albert Einstein y su esposa. Hacia el final de su vida, contó que cuando era niña le dijeron que era hija ilegítima de Albert Einstein y una bailarina de ballet. Sin embargo, no contaba con documentación que respaldase esta afirmación. Obtuvo una maestría en literatura medieval en la Universidad de California en Berkeley. Estuvo casada con Grover Krantz durante 13 años, desde 1964 hasta aproximadamente 1977. Luego trabajó brevemente como oficial de control de animales, como desprogramadora de sectas, y como oficial de policía.
Como estudiante universitaria de 18 años en 1960, Einstein fue la única persona con un nombre famoso, entre las decenas de personas arrestadas en San Francisco en una protesta pacífica contra el Comité de Actividades Antiamericanas de la Cámara.
Después de su divorcio, afirmó que había caído en la pobreza, que no tenía hogar y que por ello dormía en automóviles, buscaba comida desechada y se describió a sí misma como "buceadora de basura" durante tres meses de su vida. Desde mediados de la década de 1990 hasta su muerte en 2011, vivió en su propia casa en Albany.
Evelyn le dijo a CNN que estaba indignada de no haber recibido ni un centavo de los millones de dólares que se generaban anualmente por la imagen de su abuelo, y que todas las ganancias iban a la Universidad Hebrea de Jerusalén. Mientras Albert Einstein legó los derechos literarios de los más de 75 000 periódicos y otros artículos de su patrimonio, Evelyn preguntó "¿Qué tiene que ver un cabezón con un patrimonio literario?" y agregó: "Es difícil para mí creer que tratarían a la familia como lo han hecho, lo cual ha sido pésimo". En 1996, demandó al administrador a cargo de una colección de correspondencia entre Albert y Mileva Einstein, una demanda que se resolvió en forma privada.